# パーカー・ブリッドウェル
パーカー・アラン・ブリッドウェル（Parker Alan Bridwell, 1991年8月2日 - ）は、アメリカ合衆国テキサス州デフスミス郡ヒアフォード出身の元プロ野球選手（投手）。右投右打。
愛称はPバード。

## 経歴

### プロ入りとオリオールズ時代
2010年のMLBドラフト9巡目（全体268位）でボルチモア・オリオールズから指名され、プロ入り。契約後、傘下のルーキー級ガルフ・コーストリーグ・オリオールズでプロデビュー。A-級アバディーン・アイアンバーズでもプレーし、2球団合計で4試合（先発2試合）に登板して防御率1.59、6奪三振を記録した。
2011年はA-級アバディーンとA級デルマーバ・ショアバーズでプレーし、2球団合計で17試合（先発16試合）に登板して2勝8敗、防御率5.26、70奪三振を記録した。
2012年はA級デルマーバでプレーし、23試合（先発22試合）に登板して5勝9敗、防御率5.98、71奪三振を記録した。
2013年もA級デルマーバでプレーし、26試合に先発登板して8勝9敗、防御率4.73、144奪三振を記録した。
2014年はA+級フレデリック・キーズでプレーし、26試合に先発登板して7勝10敗、防御率4.46、142奪三振を記録した。オフにはアリゾナ・フォールリーグに参加し、グレンデール・デザートドッグスに所属した。
2015年はAA級ボウイ・ベイソックスでプレーし、18試合に先発登板して4勝5敗、防御率3.99、93奪三振を記録した。オフの11月20日にはルール・ファイブ・ドラフトでの流出を防ぐために40人枠入りした。
2016年、マイナーでは主にAAA級ノーフォーク・タイズでプレー。8月21日にメジャー初昇格を果たし、同日のヒューストン・アストロズ戦でメジャーデビュー。この年メジャーでは2試合に登板して防御率13.50だった。
2017年4月14日にDFAとなった。

### エンゼルス時代
2017年4月17日に金銭トレードで、ロサンゼルス・エンゼルスへ移籍した。メジャー初先発となった5月30日のアトランタ・ブレーブス戦では6回3失点の投球でメジャー初勝利を挙げた。6月以降は先発ローテーションに定着し、シーズン最終戦となるシアトル・マリナーズ戦で二桁勝利となる10勝に到達した。
2018年は右肘の炎症のためシーズンの大半を欠場し、メジャーでの登板はわずか5試合、勝ち星は1勝にとどまった。
2018年のシーズンオフはウェイバー公示での移籍を繰り返し、11月26日にニューヨーク・ヤンキース、12月21日に再びエンゼルス、2019年1月22日にオークランド・アスレチックスへ移った。1月25日にマルコ・エストラーダの加入に伴い、マイナー契約で傘下のAAA級ラスベガス・アビエイターズへ配属されたが、4月6日に自由契約となった。4月9日に三たびエンゼルスとマイナー契約を結び、この年はAAA級ソルトレイク・ビーズで22試合に登板して6勝6敗の成績を挙げたが、メジャー昇格の機会はなく、シーズン終了後の11月4日にFAとなった。

### ツインズ傘下時代
2020年1月28日にミネソタ・ツインズとマイナー契約を結んだが、新型コロナウイルスの感染拡大の影響でマイナーリーグが開催されなかったため、公式戦での登板がないまま、オフの11月2日にFAとなった。

## 投球スタイル
平均92.5mph（約148.9km/h）のフォーシームが約4割を占め、割合別では次いでカーブ、ツーシーム、カッター、チェンジアップの順で投げる。スライダーは滅多に投げない。

## 詳細情報

### 年度別投手成績
| 年 度    | 球 団    | 登 板 | 先 発 | 完 投 | 完 封 | 無 四 球 | 勝 利 | 敗 戦 | セ 丨 ブ | ホ 丨 ル ド | 勝 率 | 打 者 | 投 球 回 | 被 安 打 | 被 本 塁 打 | 与 四 球 | 敬 遠 | 与 死 球 | 奪 三 振 | 暴 投 | ボ 丨 ク | 失 点 | 自 責 点 | 防 御 率 | W H I P |
| -------- | -------- | ----- | ----- | ----- | ----- | -------- | ----- | ----- | -------- | ----------- | ----- | ----- | -------- | -------- | ----------- | -------- | ----- | -------- | -------- | ----- | -------- | ----- | -------- | -------- | ------- |
| 2016     | BAL      | 2     | 0     | 0     | 0     | 0        | 0     | 0     | 0        | 0           | ----  | 15    | 3.1      | 5        | 2           | 1        | 0     | 0        | 3        | 0     | 0        | 5     | 5        | 13.50    | 1.80    |
| 2017     | LAA      | 21    | 20    | 0     | 0     | 0        | 10    | 3     | 0        | 0           | .769  | 492   | 121.0    | 115      | 19          | 30       | 0     | 4        | 73       | 4     | 0        | 52    | 49       | 3.64     | 1.20    |
| 2018     | LAA      | 5     | 1     | 0     | 0     | 0        | 1     | 0     | 0        | 0           | 1.000 | 36    | 6.2      | 14       | 5           | 2        | 0     | 0        | 3        | 0     | 0        | 13    | 13       | 17.55    | 2.40    |
| MLB：3年 | MLB：3年 | 28    | 21    | 0     | 0     | 0        | 11    | 3     | 0        | 0           | .786  | 543   | 131.0    | 134      | 26          | 33       | 0     | 4        | 79       | 4     | 0        | 70    | 67       | 4.60     | 1.27    |

### 年度別守備成績
| 年 度 | 球 団 | 投手（P） | 投手（P） | 投手（P） | 投手（P） | 投手（P） | 投手（P） |
| 年 度 | 球 団 | 試 合     | 刺 殺     | 補 殺     | 失 策     | 併 殺     | 守 備 率  |
| ----- | ----- | --------- | --------- | --------- | --------- | --------- | --------- |
| 2016  | BAL   | 2         | 0         | 0         | 0         | 0         | ----      |
| 2017  | LAA   | 21        | 9         | 5         | 2         | 0         | .875      |
| 2018  | LAA   | 5         | 0         | 2         | 0         | 0         | 1.000     |
| MLB   | MLB   | 28        | 9         | 7         | 2         | 0         | .889      |

### 背番号
- 68（2016年）
- 62（2017年 - 2018年）